# Usability Engineering Lifecycle
Um im Rahmen des Usability Engineering schon während der Entwicklung darauf zu achten, dass eine hohe Usability im fertigen System gewährleistet werden kann, müssen bereits vor dem Systementwurf entsprechende Voraussetzungen geschaffen werden. Der Usability Engineering Lifecycle bietet eine Möglichkeit, Usability bereits im Entwicklungsprozess mit einzubeziehen. 
Damit im späteren System eine hohe Benutzerfreundlichkeit entstehen kann, müssen die Anforderungen der Nutzer, das Benutzungsumfeld und die Wahrnehmung der Nutzer betrachtet werden. Diese Betrachtung der Nutzerziele und der Benutzerumgebung stellt sicher, dass während der Entwicklung die entsprechenden Rahmenbedingungen eingehalten werden, um im späteren Verlauf des Entwicklungsprozesses eine quantitative Analyse der Usability zu ermöglichen. Diese quantitative Analyse wird dadurch ermöglicht, dass aus den Anforderungen an das zu entwickelnde System Ziele abgeleitet werden, die im weiteren Verlauf durch eindeutige Werte quantifiziert werden können.
Die Anwendung des Usability Engineering Lifecycles bietet somit eine Möglichkeit, bereits in der Entwicklungsphase eines Systems, die Grundlagen zu legen, damit das fertiggestellte System eine hohe Benutzerfreundlichkeit (Usability) aufweist.